# Paolo Gambescia
Paolo Gambescia (Paglieta, 13 agosto 1945) è un giornalista e politico italiano.

## Biografia
Dopo la maturità classica, conseguita presso il liceo-ginnasio statale di Lanciano, si è laureato in Giurisprudenza presso l'Università "La Sapienza" di Roma.
Nel 1965, ancora studente, ha iniziato a collaborare col quotidiano l'Unità, dove è rimasto fino al 1979 (dal '70 come giornalista professionista). Durante i primi anni della sua carriera, quando allora si entrava nel mondo giornalistico facendo il "trombettiere", era soprannominato (ed è tuttora nominato così dai giornalisti e fotografi più anziani) "Il sindaco di Piazza Navona".
È stato, con Maurizio Costanzo, cofondatore nel 1979 del quotidiano L'Occhio, edito da Rizzoli, il principale tentativo in Italia di realizzare un quotidiano di tipo popolare a larga diffusione, sul modello dei tabloid inglesi, ma l'esperimento non incontrò grande fortuna e fallì presto.
L'anno successivo, arriva per la prima volta, come inviato, a Il Messaggero di Roma, dove si occupa di cronaca giudiziaria, mafia e terrorismo. Successivamente è nominato capo della cronaca giudiziaria, poi caporedattore centrale. A due riprese (dal 1987 al 1995 e dal 1996 al 1998) è vicedirettore, eletto dall'assemblea dei redattori.
Tra l'agosto del 1998 e il settembre dell'anno successivo assume la direzione de l'Unità; lascia l'incarico per quello di direttore de il Mattino, il quotidiano di Napoli, dove resta fino al 2002.
Nell'ottobre del 2002 torna come direttore responsabile al Messaggero, che guida
Dal 2003 è a, quando si dimette per presentarsi come candidato alle elezion..che professore di Giornalismo presso l'Università "La Sapienza" di Roma e di Comunicazione politica presso la facoltà di Scienze della Comunicazione dell'Università di Teramo.
Alle elezioni politiche del 2006 conquista un seggio alla Camera, dove si era candidato per la lista de l'Ulivo.
Nel 2008 non si è ricandidato.